# Albrecht Wilhelm Phillip Zimmermann
Albrecht Wilhelm Philipp Zimmermann (Braunschweig, 23 aprile 1860 – Berlino, 22 febbraio 1931) è stato un botanico tedesco.

## Onorificenze
In suo onore è stata denominata la specie Cyphostemma zimmermannii.

## Opere
- Der Kaffee, Deutscher Auslandsverlag, 1926, p. 204.